# استولاکتات دکربوکسیلاز
استولاکتات دکربوکسیلاز (انگلیسی: Acetolactate decarboxylase) یک آنزیم است که واکنش شیمیایی زیر را کاتالیز می‌کند:
(اس)-۲-هیدروکسیل-۲-متیل-۳-اوکسوبوتانوئات {\displaystyle \rightleftharpoons } (آر)-۲-استوئین + CO2
در نتیجه این آنزیم یک سوبسترا، یعنی (اس)-۲-هیدروکسیل-۲-متیل-۳-اوکسوبوتانوئات و دو فراورده یعنی (آر)-۲-استوئین و دی‌اکسید کربن دارد.
این آنزیم به خانوادهٔ لیازها و به‌ویژه به «کربوکسی-لیازها» تعلق دارد که پیوندهای کربن-کربن را می‌شکند.